# 文比丘
文比丘(Ajahn Yu Boon,1962年—2011年)，俗名林有文，法號Samahito（意思是「心的集中」）。他在馬來西亞柔佛州昔加末市出生，祖籍福建，外祖母是泰國人。他在家是排行第七，前有兄姊，後有弟妹。他的學歷並不高，只讀到中三即輟學出社會工作。1991年在泰國清邁查理龍寺(Wat Jaliluang)出家成沙彌，第二年於曼谷賓仁寺受具足戒。香港信眾稱「文師父」，應香港信眾挽留，主持「香港南傳禪修學會」，為學會主持及禪修導師。他是將泰國阿姜查系的「森林派」傳入香港的禪師之一。對於原始佛教的推展有很大的貢獻，他在馬來西亞亦有很多信眾。

## 生平
1962年生，文比丘生於馬來西亞。

1991年，文比丘在泰國清邁查理龍寺出家作沙彌。

1992年，文比丘在泰國曼谷甘加那不利省賓仁寺(Wat Ban Yang, Kanchanaburi Province)受具足戒。

1993年-1997年，文比丘在泰國中北部法宗派的傳法寺(Wat Phare Dhammaram)修學。在阿姜查的侄子，阿贊間夏的緊密指導下修行了五年。

1997年，文比丘應香港太和寺邀請出任副主持一職。

2001年，文比丘應邀留港主持香港南傳禪修學會，為學會主席及禪修導師。

2005年起，文比丘引進泰國的短期出家營，讓香港人得以嘗試到泰國森林派的修學，體驗出家的殊勝生活及了解出家的意義。

2011年2月24，文比丘在泰國圓寂。

## 外部連結
- 文比丘生平

1. ↑  .   [2022-01-25]. （原始内容存档于2022-01-25）.